# Strimnäbbad tukanett
Strimnäbbad tukanett (Aulacorhynchus sulcatus) är en fågel i familjen tukaner inom ordningen hackspettartade fåglar.

## Utseende och läte
Strimnäbbad tukanett är en liten grön tukan med blått runt ögat ljust blågrått på strupen. Stjärten är blåspetsad och näbben svart med mörkröd eller gul yttre del. Den skiljs från arterna i komplexet kring smaragdtukanetten och rödgumpad tukanett huvudsakligen genom grönt på undre stjärttäckare och övergump samt den blåaktiga stjärtspetsen. Sången består av ett raspigt upprepat kväkande.

## Utbredning och systematik
Strimnäbbad tukanett förekommer i nordöstra Colombia och norra Venezuela. Den delas in i tre underarter, fördelade på två grupper, med följande utbredning:
- Aulacorhynchus sulcatus calorhynchus – förekommer i Santa Marta-bergen (nordöstra Colombia) och Sierra de Perija (västra Venezuela)
- sulcatus/erythrognathus-gruppen
  - Aulacorhynchus sulcatus sulcatus – förekommer i kustnära cordillera i norra Venezuela (från Falcón till Miranda)
  - Aulacorhynchus sulcatus erythrognathus – förekommer i bergstrakter i nordöstra Venezuela

Sedan 2014 urskiljer Birdlife International och internationella naturvårdsunionen IUCN underarten calorhynchus som den egna arten "gulnäbbad tukanett". 

## Levnadssätt
Strimnäbbad tukanett hittas i fuktiga tropiska skogar i förberg och högländer. Den ses vanligen i par eller smågrupper, i rörelse eller födosökande i trädtaket.

## Status
IUCN bedömer hotstatus för underartsgrupperna (eller arterna) var för sig, båda som livskraftiga.

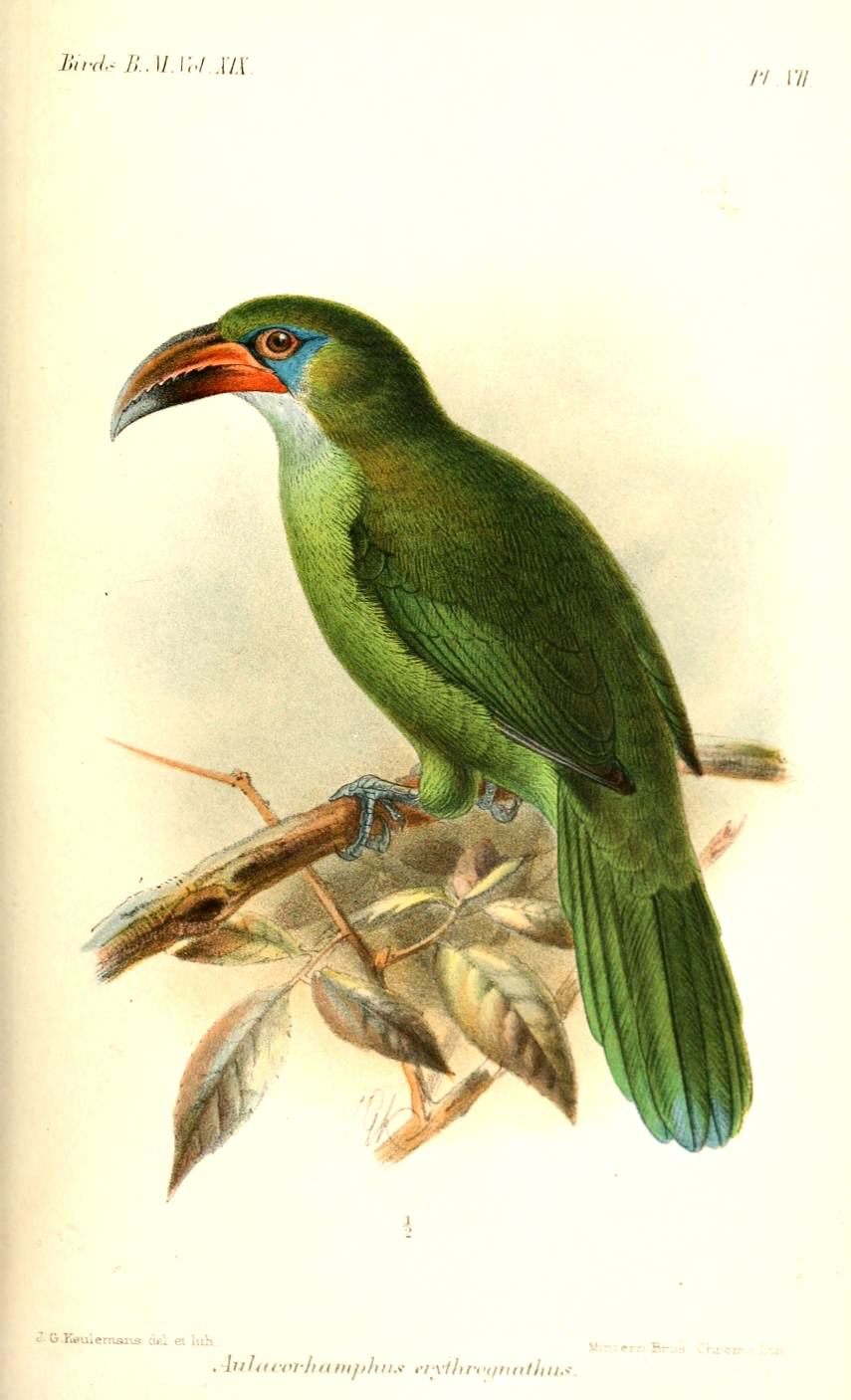